# Studiomonitor

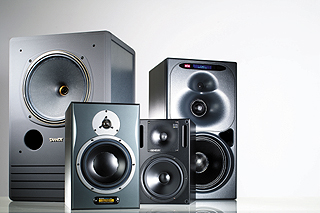
Monitors:
Tannoy, Dynaudio, Genelec, K+H

Een studiomonitor of kortweg monitor is een speciaal type luidsprekerbox dat in geluidsstudio's gebruikt wordt om te beluisteren wat er opgenomen of gemengd wordt. Daar stereo het meest gangbare formaat is, worden er vaak twee monitoren gebruikt.

## Soorten
Er kan onderscheid gemaakt worden tussen nearfield-monitors (bijvoorbeeld Genelec 8040), die vrij klein zijn en meestal op of net achter de mengtafel geplaatst worden, midfield-monitors (vb Adam S3-A) die achter de mengtafel staan (op 1,5 a 2 meter van de luisteraar) en far-field of main-monitors (vb Westlake SM-1), die meestal in de muren van de controlekamer van de studio ingebouwd worden.
Traditioneel werd in studio's de zg. far-field monitoring gebruikt. Hierbij is de akoestiek van de studio (reflecties van geluid tegen wanden/vloer/plafond) belangrijk. Om achterwand reflecties (en frequentieafhankelijke uitdemping of opslingering van geluid) te reduceren worden far-field monitors vaak ingebouwd in de wand.
Tegenwoordig winnen near-field monitors aan populariteit. Dit heeft te maken met het groeiend belang (en marktaandeel) van kleinschalige thuisstudio's. Deze near-field monitors staan dicht bij de geluidstechnicus, waardoor direct geluid sterker is dan reflecties. Het voordeel van near-field monitoring is dus dat de akoestische aanpassing van de ruimte minder uitgebreid en duur hoeft te zijn.
Studiomonitors werden oorspronkelijk ontwikkeld voor het mixen en produceren van muziek in studio's en voor broadcast doeleinden zoals radiostudio's en tv-regiekamers. Tegenwoordig worden studiomonitors nog steeds ontworpen voor deze veeleisende omgevingen.
Veel liefhebbers van hoogwaardige muziekafluistering hebben echter ook de studiomonitors ontdekt. Veel muzikanten, producers, muziekliefhebbers en dj's gebruiken studiomonitors voor het luisteren naar hun favoriete muziek. Bij actieve monitors kan je direct een geluidsbron aansluiten, zoals een laptop, mp3-speler of een hoogwaardige audioconverter van bijvoorbeeld Apogee of Focusrite.

### Vlakke frequentiekarakteristiek versus grotbox
- Meestal wordt gestreefd naar een zo nauwkeurig mogelijke weergave van het aangeboden geluidsmateriaal. Hiervoor is een vlakke frequentiekarakteristiek nodig, die zover mogelijk doorloopt. Ideaal gesproken moet minimaal het gehele hoorbare spectrum bestreken worden, dat van 20 Hz tot 20 kHz loopt.
- Een vlakke karakteristiek is in veel audio-toepassingen van gebruikers echter niet aanwezig. Als de geluidstechnicus voldoende ervaring heeft met het eigen systeem, en weet hoe deze 'transleert' naar gangbare audio-systemen, hoeft een studiomonitor niet per se een vlakke karakteristiek te hebben. Bij de overdraagbaarheid van een mix op andere speaker-systemen (vaak met minder goede specificaties) is de huidige tendens naar gebruik van draagbare mono audio (telefoons met internetgebruik of ingebouwde MP3 spelers) een relevante ontwikkeling. Een mix moet tegenwoordig op een scala van verschillende media goed klinken.
- Lage frequenties zijn alleen realiseerbaar bij voldoende grote afmetingen van speakers. Bij professionele far-field monitors, voor inbouw in de wand, is een grote afmeting geen bezwaar. Dus dit type monitor heeft vaak een goede weergave in het laag.
- Om bij beperkte afmetingen en bouwkosten toch voldoende volume bij lage frequenties te bereiken, hebben veel near-field studiomonitoren bas-reflexpoorten. Deze hebben als nadeel dat de weergave van sterk ritmische en snel repeterende figuren in baspartijen niet correct is. Dit vanwege de traagheid en fasedraaiing die de resonantie in dit frequentiegebied veroorzaakt (na transienten duurt het soms tientallen milliseconden totdat het volume correspondeert met aangeboden signaal, en na wegvallen van signaal is er voor lage tonen een korte galm in de speaker).
- Daarom is een heel ander type monitor populair, in jargon 'grotboxes' genoemd (wat zoiets betekent als verschrikkelijke speakers). De Yamaha NS-10 (met kenmerkende witte conus) en de Auratone 5c (klein kubusvormig boxje met maar één luidspreker erin) zijn hierbij de klassieke types. Met deze twee typen is een groot deel van het '70-ties pop-repertoire geproduceerd. Deze speakers hebben geen bas-reflexpoorten en daardoor een snelle reactie. De frequentiekarakteristiek is niet ideaal vlak, maar lijkt wel meer op die van de speakers van gebruikers (meestal ook niet ideaal vlak). Deze speakers zijn dan ook niet ontwikkeld als studio-monitor, maar afgeleid van huiskamer HiFi (NS-10) en ontwikkeld voor omroepinstallaties (Auratone 5C). Door een combinatie van frequentiekarakteristiek met nadruk op middenfrequenties, en de zeer snelle reactie na transienten (1 a 2 msec), is de weergave erg transparant. In de studio heeft dat een belangrijke toepassing bij het afmixen van het (altijd moeilijke) middengebied (vaak zang in combinatie met meerdere instrumenten).
- Een veel gehoorde filosofie over grotboxen, is dat alle eigenschappen die een luidsprekerbox "slecht" maakt hierin aanwezig zijn (een overdadig mid en een slechte weergave in het laag). Als de mix op deze speakers goed klinkt, dan zou het op alle speakers goed moeten klinken. De realiteit is wat genuanceerder; de specifieke kwaliteiten zijn vooral het gevolg van het ontbreken van bas-reflexpoorten, en de zeer snelle reactie op volumeveranderingen van het aangeboden signaal. Overigens hebben professionele mid-field en far-field monitoren ook geen bas-reflexpoorten, en hebben deze transient kwaliteit dus ook.

Het transientgedrag van een monitor kan worden gemeten en weergegeven in de zg. waterfall-plot. Dit is een 3D grafiek van volumereductie, direct na uitschakelen van aangeboden signaal (meestal een ruis). Dit volume wordt geplot als functie van zowel frequentie als tijd. Naast de frequentiekarakteristiek, is dit een belangrijke indicator voor de kwaliteiten van een studiomonitor.
Over het algemeen gebruiken professionele studio's een combinatie van systemen, ieder met een eigen doel: near-field voor het maken van een mix, far-field voor het controleren van stereo-beeld en frequentiebalans en eventueel grotboxes om specifieke aspecten van de mix te controleren. In alle gevallen is het voor de geluidstechnicus belangrijk zich bekend te maken met de klank van het systeem, b.v. door het afspelen van bekende nummers.

### Actief / passief
Voordat een geluidssignaal hoorbaar gemaakt kan worden, dient het signaal eerst versterkt te worden. Er bestaat een verschil tussen actieve en passieve monitoren.
- In een actieve monitor is naast de luidspreker(s) ook een versterker ingebouwd. Een dergelijke monitor dient aangesloten te zijn op het lichtnet. Doorgaans accepteert een actieve monitor een relatief zwak lijnsignaal op "line-niveau". Hierbij is dus geen extra versterker nodig. Bij meerwegsysteem heeft elke luidspreker (woofer, tweeter) meestal een eigen versterker.
- Voor de werking van een passieve monitor is juist wel een externe versterker noodzakelijk. Hierbij is het belangrijk dat de versterker ook 100% neutraal is en qua vermogen past bij de monitorset.